# 三階滝 (北海道)
三階滝（さんかいたき）は北海道伊達市大滝区（旧大滝村）にある滝。落差10mを三段に落ちる。「大滝」の地名はこの滝に由来する。滝周辺は「三階滝公園」として整備されている。滝のそばには「甘露法水」と名付けられた湧水があり、地元住民を始め汲みに来る人も多い。紅葉の名所でもある。 